# SpaceX CRS-10
SpaceX CRS-10 (також відомий як SpX-10) — дванадцятий політ автоматичного вантажного корабля Dragon компанії SpaceX. Десятий політ за програмою постачання Міжнародної космічної станції для SpaceX у рамках програми Commercial Resupply Services за контрактом з NASA.

## Запуск та політ
Відповідно до розкладу запусків ракет Falcon 9, запуск було заплановано на 11 листопада 2016. Однак після аварії 1 вересня 2016 на пусковому майданчику SLC-40 з іншою ракетою Falcon 9, запуск було перенесено на середину січня 2017, а згодом на середину лютого. Було оголошено дату 18 лютого, проте старт було скасовано у день запуску. Запуск відбувся 19 лютого 2017 о 14:39 (UTC). Запуск відбувся з пускового майданчику LC-39A, тоді як спочатку планували здійснити з майданчика SLC-40 (до моменту запуску його не було відновлено після аварії). Це був перший запуск з майданчика LC-39A після завершення програми Спейс Шаттл місією STS-135 8.07.2011.
Після запуску за 8 хвилин перший ступінь ракети Falcon 9 успішно повернувся на Землю на цей же космодром на посадковий майданчик № 1 (англ. Landing Zone 1).
Корабель повинен був пристикуватися до МКС 22 лютого 2017 року. Проте незадовго перед стикуванням його було скасовано. Причиною було названо отримання бортовими комп'ютерами некоректних навігаційних даних щодо положення Dragon відносно МКС. Стикування перенесено на 23 лютого. Стикування успішно відбулося 23 лютого. Спочатку під керівництвом Томаса Песке та Роберта Кімбро його було захоплено о 10:44 (UTC) краном-маніпулятором Канадарм2, а о 13:12 (UTC) було приєднано до модуля Гармоні МКС.
Dragon пробув на станції до 18 березня. Відстиковка відбулася о 21:20 UTC. 19 березня об 09:11 UTC Dragon було відпущено маніпулятором «Канадарм2». Негерметичний відсік було відстиковано від посадкової капсули о 14:12 UTC та згодом він згорів у атмосфері. Корабель здійснив успішну посадку 19 березня о 14:46 UTC в Тихому океані за 400 км від Каліфорнії.

## Корисне навантаження

### Вантаж до МКС
У червні 2016 року було оголошено, що корабель повинен доставити до МКС 2029 кг вантажу в герметичному відсіку та 977 кг — у негерметичному. Ймовірно, після невдалого запуску 1 грудня 2016 року російського вантажного кораблю «Прогрес МС-04», вміст вантажу було змінено відповідно до нагальних потреб станції.
У результаті CRS-10 доставив до МКС 1530 кг вантажу (з урахуванням упаковки) в герметичному відсіку та 960 кг — у негерметичному.
У герметичному відсіку:
- матеріали для наукових досліджень — 732 кг (у тому числі бактерія стафілокок золотистий (Staphylococcus aureus), яку будуть досліджувати в умовах слабкої гравітації),
- продукти харчування і речі для екіпажу — 296 кг,
- обладнання і деталі станції 382 кг,
- обладнання для виходу в космос — 10 кг,
- комп'ютери та комплектуючі — 11 кг,
- російський вантаж — 22 кг.

У негерметичному відсіку було розміщено наукове обладнання:
- англ. Stratospheric Aerosol and Gas Experiment (SAGE) III та англ. Nadir Viewing Platform (SAGE-NVP) — інструмент для вимірювання концентрації озону, аерозолей та інших газових компонентів у стратосфері Землі. Також буде вимірювати температуру в стратосфері і мезосфері планети.
- англ. Space Test Program (STP-H5), що включає Raven navigation investigation та Lightning Imaging Sensor — інструменти для вимірювання кількості, частоти та енергії блискавок, що допоможе краще зрозуміти природу цього явища, а також процесів зміни погоди, зміни клімату та безпеки авіа- і комічних польотів.

### Вантаж під час повернення
Назад на Землю Dragon повернув 1652 кг корисного навантаження:
- речі екіпажу — 126,8 кг,
- обладнання і деталі станції — 374,3 кг,
- матеріали наукових досліджень — 923 кг,
- комп'ютери та комлектуючі — 4,1 кг,
- обладнання для виходу у відкритий космос — 103,7 кг.

Також до негерметичного контейнеру було завантажено непотрібне зовнішнє обладнання станції загальною вагою 811 кг для утилізації його при вході у щільні шари атмосфери:
- Robotic Refueling Mission[en] — обладнання для демострації технологій обслуговування супутників у космосі, що було доставлено місією Спейс Шатл STS-135 у 2011 році;
- OPALS[en] — лазерна комунакаційна система для зв'язку МКС з наземними станціями, що була доставлено місією SpaceX CRS-3 у 2014 році;
- MISSE — завершене дослідження на радіаційну стійкість нової комп'ютерної системи для тривалих космічних польотів.

Таким чином, загальний вантаж перед відстикуванням від станції становив 2463 кг.

## Галерея

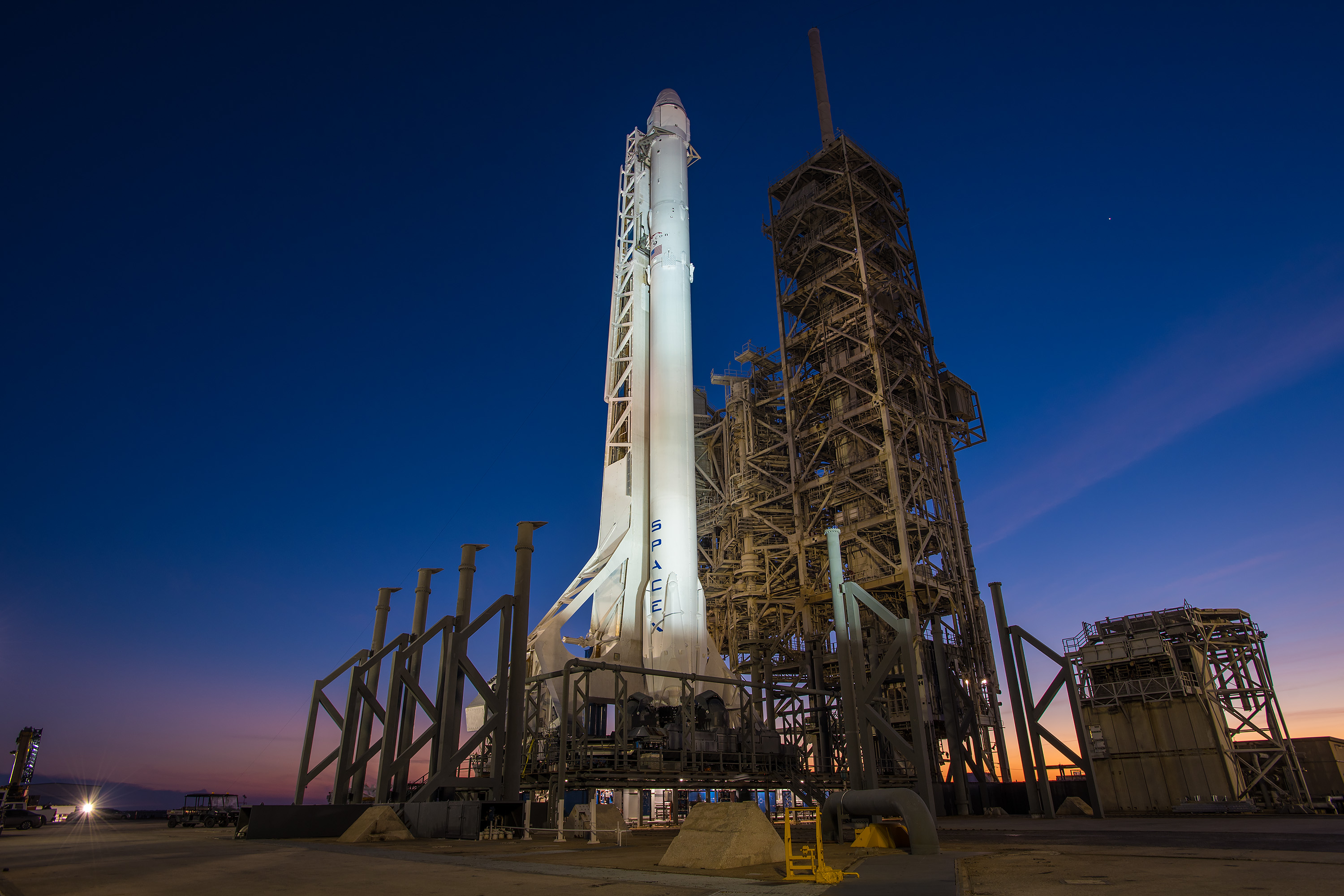
На стартовому майданчику
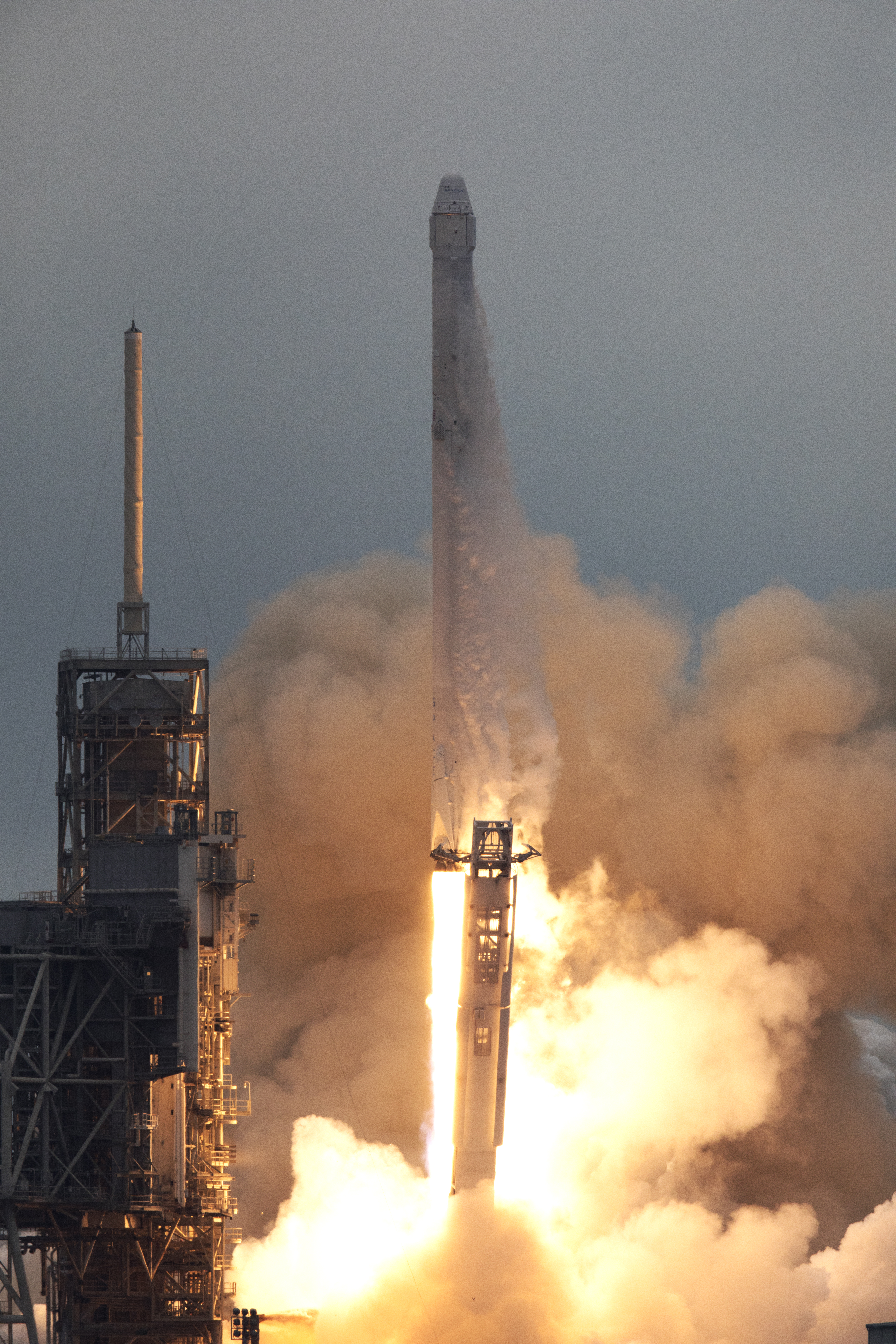
Старт
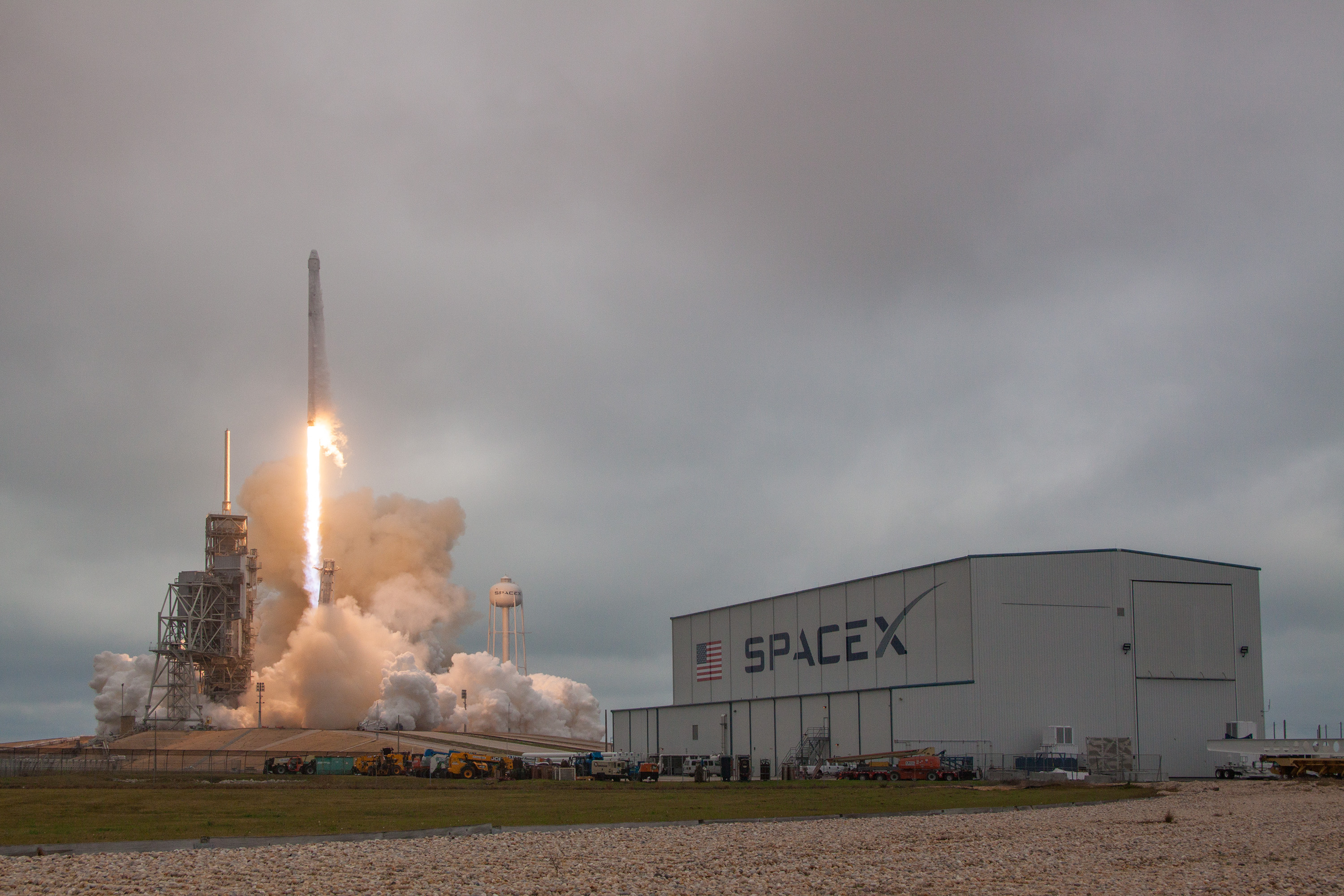
Зліт
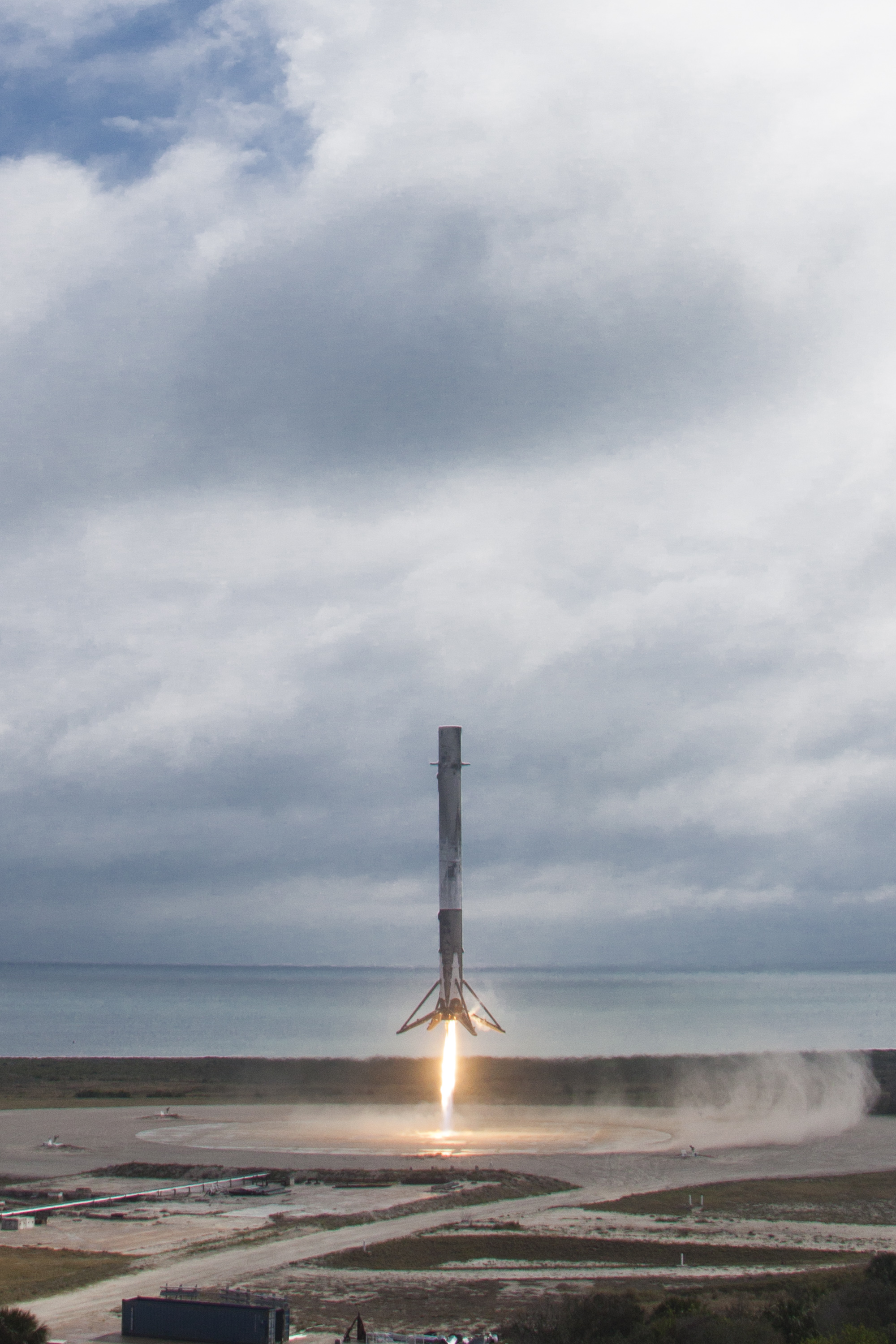
Посадка першої ступені
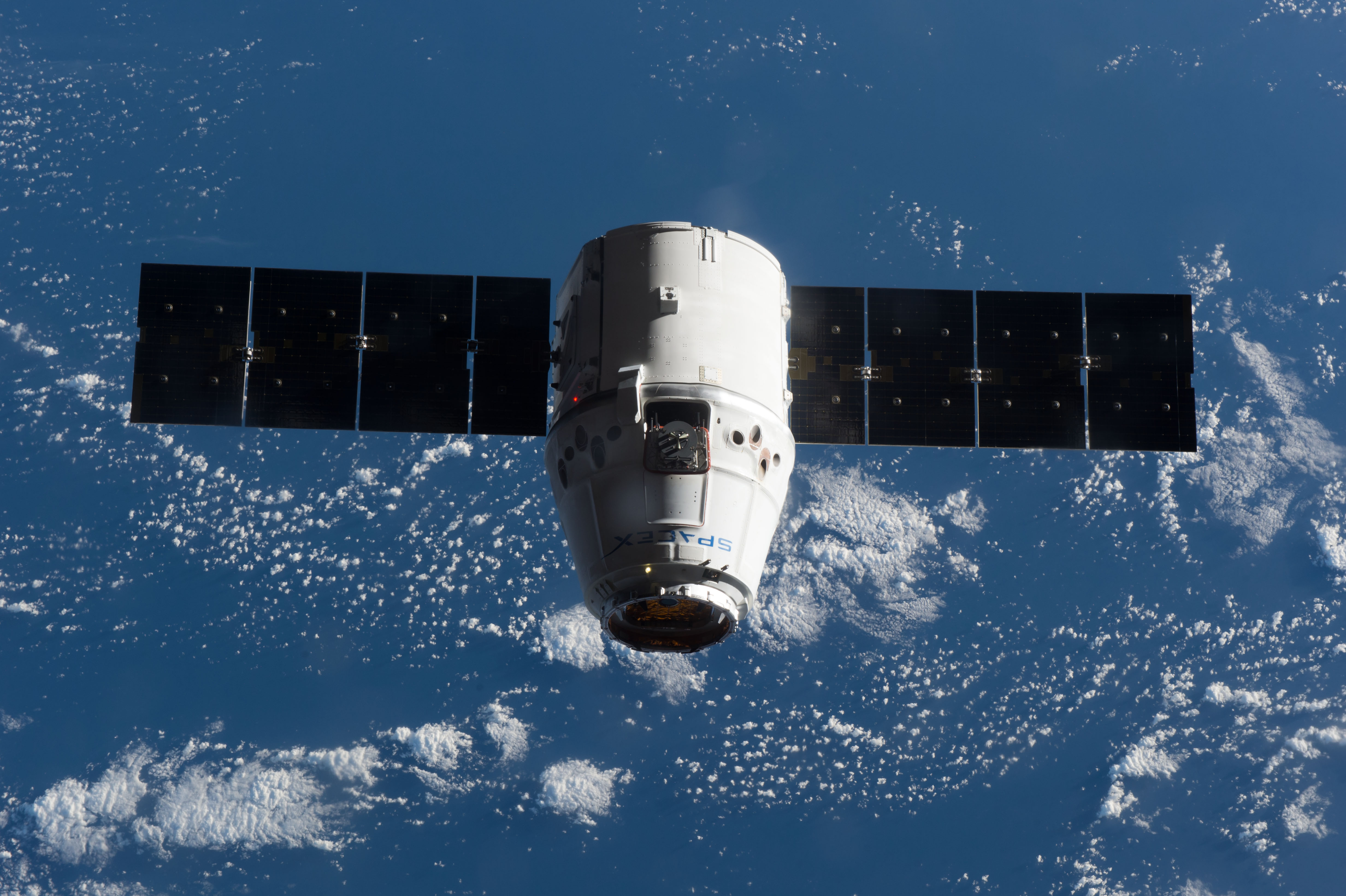
Dragon під час підльоту до МКС
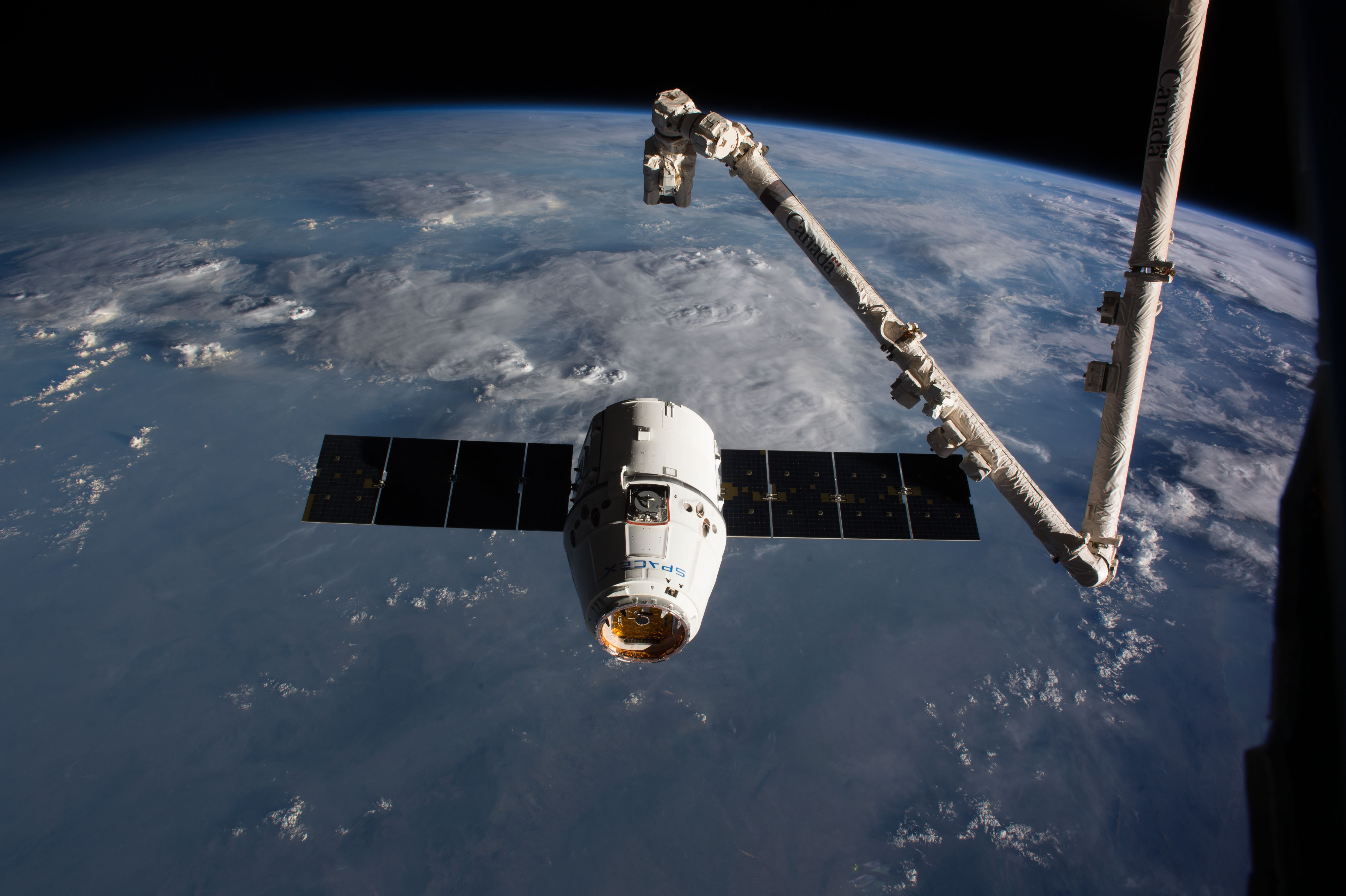
Захоплення корабля Dragon краном-маніпулятором Канадарм2
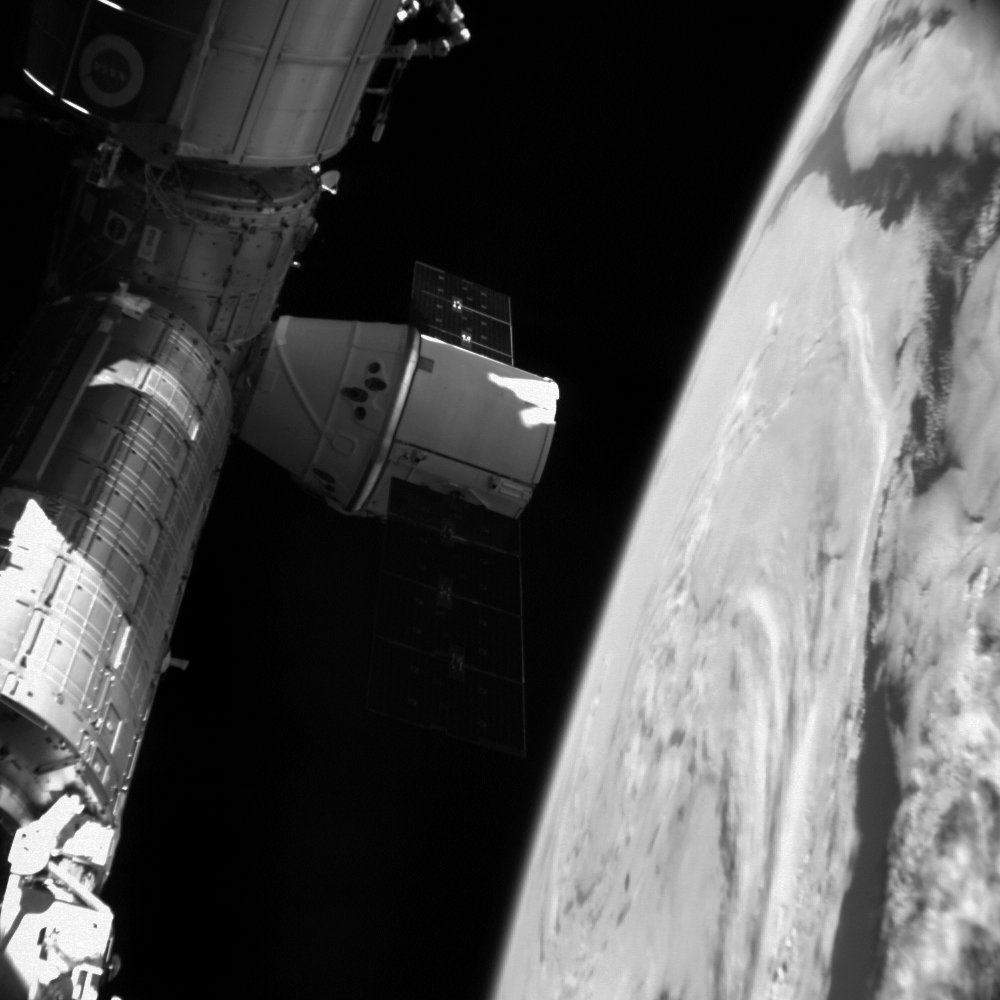
Dragon, пристикований до МКС
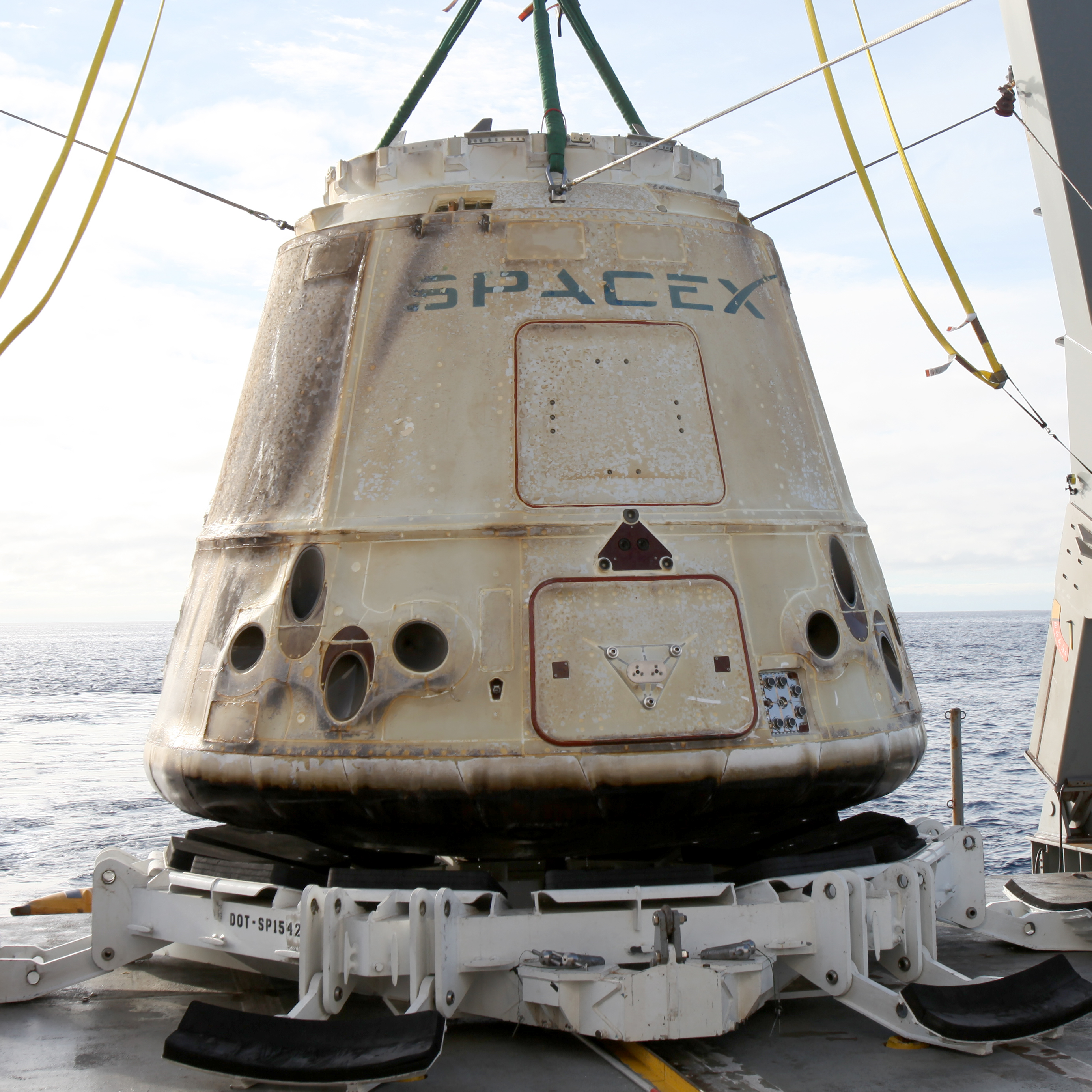
Спускна капсула після повернення на Землю